# Chvojnov
Chvojnov (německy Chwojnow) je malá vesnice, část okresního města Pelhřimov. Nachází se asi 5,5 km na severovýchod od Pelhřimova. V roce 2009 zde bylo evidováno 31 adres. V roce 2001 zde trvale žilo 50 obyvatel.
Chvojnov je také název katastrálního území o rozloze 7,1 km2. V katastrálním území Chvojnov leží i Rybníček a Útěchovičky.

## Historie
Obec byla založena zřejmě ve 12.-13. století a již na konci 13. století zde byl vybudován gotický kostel s hranolovou věží.

## Pamětihodnosti
- kostel Nanebevzetí Panny Marie
- výklenková kaple Panny Marie Ochranitelky